# Spokil
Spokil ist eine Plansprache des Franzosen Adolphe Nicolas (1833–?) aus dem Jahre 1887 mit weiteren Publikationen bis zum Beginn des 20. Jahrhunderts.
Durch den zunächst überwältigenden Erfolg von Volapük wurden in den darauf folgenden Jahren zahlreiche Projekte entwickelt, die sich als Erweiterungen oder Verbesserungen verstanden. Die bekanntesten davon sind Idiom Neutral und Spokil. Wie Volapük wird Spokil meistens als Apriori-aposteriori-Hybrid, von einigen Autoren aber als rein apriorische Sprache bezeichnet.
Auf dem 3. Welt-Esperanto-Kongress im Jahre 1907 erscheint Nicolas persönlich und verteidigt seine Sprache. Ein Komitee sollte entscheiden, welches Sprachsystem für die internationale Kommunikation am besten sei. Neben Esperanto und Spokil standen auch Apolema, Bolak, Bopal und Parla zur Diskussion. Ido, als direkte Konkurrenz zu Esperanto, wurde auf diesem Kongress das erste Mal vorgestellt.
Die Zahlen von 1 bis 5 lauten in Spokil „ba, ge, di, vo, mu“.